# 즐

KIN과 즐의 변화

즐(혹은 KIN)은 대한민국의 인터넷·온라인 상에서 사용되는 속어로, 처음 이 용어가 인사말이다.
'KIN'은 직각으로(세로로) 세우면 '즐'과 유사한 모양이 되기 때문에 인터넷에서 장난처럼 유행하게 되었다.
원래 컴퓨터 통신이나 인터넷 채팅에서 '즐-'이란 표현은 '즐거운 채팅하세요'를 '즐챗'으로, '즐거운 게임하세요'를 '즐겜' 등으로 변형되어, 주로 헤어질 때 인사말을 줄여서 표현하던 것이었으나, 리니지, 바람의 나라 등 온라인 게임의 일부 상인들이 게임 내 거래 조건이 맞지 않아 거래자와의 거래를 끊고자 할 경우, 빨리 거래를 중단하고, 다른 사람과 거래하기 위해 '즐'이라고 쓰던 것이, 점점 퍼져서 시간이 지나자, 초등학생들의 당시 생활 형태와 맞추어져 퍼지게 되었고, 그 결과 급격히 이 말이 확산되었다.

## 기원
원래 즐은 즐거운의 형용사 줄임말이나 그 최초는 넥슨의 바람의 나라이다.
당시 바람의 나라에서는 ctrl+0~9 로 메시지가 출력되는 매크로 기능이 있었고, 디폴트 ctrl+2가 '즐거운 바람의 나라 되세요' 였는데 매크로를 사용하지 않는 유저는 이를 줄여 즐바라 하였다.
이 후 매크로 기능을 지원하지 않는 다른 게임에서도 이를 응용하여 줄임말을 사용하였는데
(리니지의 경우 즐린 포트리스의 경우 즐포)초창기 이 언어는 굳이 하지 않아도 되는 인사를 하는 신사적 표현이지만, 엔씨소프트 리니지에서 이 단어가 거래의 성사 혹은 파기 시에도 이 인사가 진행되면서 의미가 왜곡되었다.당시 흥정 중 거래 파기시 '더 이상 흥정하지 않겠으니 즐겁게 게임이나 해라'라는 의미로 협상 중, 즐+게임 줄임말을 사용하였는데 게임 줄임말이 없는 웹상에서는 즐이라 하였다.이후 '당신과는 더 이상 이야기하지 않겠다'라는 의미로 왜곡되어 아직까지 사용되고 있다.